# Tarnów Opolski (stacja kolejowa)
Tarnów Opolski – stacja kolejowa w miejscowości Tarnów Opolski, w województwie opolskim, w powiecie opolskim, w gminie Tarnów Opolski, w Polsce.

## Ruch pasażerski
| Lp. | Rok  | Wymiana roczna   | Wymiana pasażerska na dobę | Ranking stacji |
| --- | ---- | ---------------- | -------------------------- | -------------- |
| 1.  | 2017 | 18 300 - 36 234  | 50-99                      | brak danych    |
| 2.  | 2018 | 36 600 - 54 534  | 100 - 149                  | brak danych    |
| 3.  | 2019 | 36 600 - 54 534  | 100 - 149                  | 972            |
| 4.  | 2020 | 36 600 - 54 534  | 100 - 149                  | 940            |
| 5.  | 2021 | 36 600 - 54 534  | 100 - 149                  | 921            |
| 6.  | 2022 | 73 200 - 109 434 | 200-299                    | 848            |
| 7.  | 2023 | 73 200 - 109 434 | 200-299                    | 825            |
|     |      |                  |                            |                |

## Stacja kolejowa
Według klasyfikacji PKP stacja kolejowa Tarnów Opolski ma kategorię dworca lokalnego - (KAT. D). Stacja posiada dwa perony boczne z jedną krawędzią peronową (czyli obsługujące jeden tor) wraz z dwoma wiatami siedziskowymi. Stacja położona jest w centrum wsi Tarnów Opolski. Na stacji znajduje się nastawnia. Przejazd kolejowy Tarnów Opolski jest zabezpieczony semaforami oraz szlabanami. Niedaleko stacji kolejowej Tarnów Opolski znajduje się bocznica kolejowa, która prowadzi do zakładów wapienniczych firmy Lhoist S.A.
| numer | relacja                | elektryfikacja | status |
| ----- | ---------------------- | -------------- | ------ |
| 132   | Bytom – Wrocław Główny | T              | czynna |

## Dworzec kolejowy
Budynek dworca kolejowego został przejęty przez gminę Tarnów Opolski i zaadaptowany do nowych celów. Obecnie w budynku dworca urzęduje miejscowy urząd gminy.